# Heinrich Speyer
Heinrich Speyer (geboren am 1. Juli 1897 in Frankfurt am Main; gestorben am 7. Oktober 1935 ebenda) war ein deutscher Orientalist.

## Leben und Werk
Speyer studierte bei Josef Horovitz am Orientalischen Seminar der Universität Frankfurt, wo er 1921 promovierte. Um 1934 hatte er eine Anstellung am Rabbinerseminar in Breslau.
Sein Hauptwerk Die biblischen Erzählungen im Qoran enthält eine ausführliche Liste von Reminiszenzen aus dem Buch der Psalmen im Koran – nicht weniger als 141. Als Beispiel wird die Verwandtschaft zwischen Sure 55 und Psalm 136, sowie zwischen Sure 78 und Psalm 104 hervorgehoben. Angelika Neuwirth weist darauf hin, dass die Auswertung, d. h. Untersuchung der Psalmenechos im Koran bisher weitgehend unerforscht geblieben ist. Franz Rosenthal bezeichnet Die biblischen Erzählungen im Qoran als das bis dato ausführlichste und detaillierteste Werk, das sich mit den jüdischen, christlichen, sowie auch den gnostischen und samaritanischen Parallelen zum biblischen Textmaterial im Koran befasst.
Die biblischen Erzählungen im Qoran wurden 1935, kurz vor Speyers Tod, gedruckt. Der Druckvermerk der Erstausgabe gibt jedoch das Jahr 1931 an, wahrscheinlich aus politischen Gründen. Nach 1935 durften im nationalsozialistischen Deutschland keine „jüdischen“ Bücher mehr gedruckt werden, und so entschloss man sich zur Vordatierung. Das Buch wurde 1961 erstmals nachgedruckt.

## Bibliografie
- Heinrich Speyer: Die biblischen Erzählungen im Qoran. Gräfenhainichen [ohne Jahr]; Nachdruck Olms-Verlag, Hildesheim 1961; 4. Reprint ebenda 2013, ISBN 978-3-487-30152-5. DNB-Eintrag